# 喰霊-零- THE LIVE
『喰霊-零- THE LIVE』（がれいぜろ ザ・ライブ）は、テレビアニメ『喰霊-零-』のライブイベント、およびそれを収録したライブDVDのタイトル名。

## 概要
喰霊-零- THE LIVEは2009年5月3日にSHIBUYA-AXにて開催された。第1部としてネットラジオ超自然災害ラジオ対策室の公開録音、第2部として主に関連アルバム百合ームコロッケの収録曲から構成されるライブパートの全2部で構成されている。
観客動員数はおよそ2000人（SHIBUYA-AXのキャパシティはおよそ1700人である）。いずれのライブレポートでもその盛況ぶりが言及された。
また、この模様を収めたDVDが2010年7月23日に角川書店（販売元はセル版は角川映画より、レンタル販売版はクロックワークスである。）から発売されており、映像特典としてこのイベントのメイキングが、加えてこのライブのために製作された楽曲である「優しい言霊」のオーディオCDが同梱されている（ただし、CDについては初回生産分にのみ付属する）。
なお、「喰霊-零- Blu-ray BOX」にも特典映像として、ライブパートの本編映像のみ収録されている。

## 出演者

### 声優
- 水原薫（諌山黄泉役）
- 茅原実里（土宮神楽役）
- 白石稔（桜庭一騎役）
- 高橋伸也（飯綱紀之役）

### 歌手
- 飛蘭
- サリヤ人
- 美郷あき
- yozuca*
- 瀬名
- 妖精帝國
- Riryka

### ゲスト
- あおきえい（喰霊-零- 監督）
- 高山カツヒコ（喰霊-零- シリーズ構成）

## 演目

### 第1部
喰霊-零- 超自然災害ラジオ対策室公開録音。
- 司会：茅原実里・水原薫・白石稔
- ゲスト：あおきえい・高山カツヒコ・高橋伸也（クロージングトークとライブパート前説のみ）

レギュラー版でおこなわれている「近況報告」のほか、ラジオでお馴染で本公演のプロデューサーである伊藤敦より司会とゲストへ「一期一会」をテーマが与えられそれを元にしたトークがおこなわれた。

### 第2部
ライブパート。前述の通り、イメージソング集「百合ームコロッケ」に収録された楽曲を中心に、オープニングテーマ曲・エンディングテーマ曲やそのカップリング曲、キャラクターソングが歌唱された。
| セットリスト（歌唱順） | セットリスト（歌唱順） | セットリスト（歌唱順）                                                                         |
| 楽曲名                 | 歌手                   | 収録元                                                                                         |
| ---------------------- | ---------------------- | ---------------------------------------------------------------------------------------------- |
| Dark Side of the Light | 飛蘭                   | 百合ームコロッケ                                                                               |
| Paradise Lost          | 茅原実里               | Paradise Lost                                                                                  |
| ここから、これから。   | サリヤ人               | 百合ームコロッケ                                                                               |
| Unusual Days           | 美郷あき               | 百合ームコロッケ                                                                               |
| Reality awake          | yozuca*                | 百合ームコロッケ                                                                               |
| 永遠-TOWA-             | 瀬名                   | 百合ームコロッケ                                                                               |
| 霊喰い                 | 妖精帝國               | 百合ームコロッケ                                                                               |
| Distance point         | 飛蘭                   | 百合ームコロッケ                                                                               |
| Blue Butterfly         | Riryka                 | 百合ームコロッケ                                                                               |
| 鎮魂の旅へ             | 飛蘭                   | 百合ームコロッケ                                                                               |
| delight and alive      | 水原薫                 | 夢の足音が聞こえる                                                                             |
| 勇気の鼓動             | 茅原実里               | Paradise Lost                                                                                  |
| AI                     | yozuca*                | 百合ームコロッケ                                                                               |
| if                     | 飛蘭                   | 百合ームコロッケ                                                                               |
| Reincarnation          | yozuca*・飛蘭          | 百合ームコロッケ                                                                               |
| 夢の足音が聞こえる     | 水原薫                 | 夢の足音が聞こえる                                                                             |
| アンコール             |                        |                                                                                                |
| sentimental cool       | 水原薫・茅原実里       | 喰霊-零- キャラクターソング Vol.1 土宮神楽＆諌山黄泉                                           |
| ふたりしかいなかった   | 水原薫・茅原実里       | 喰霊-零- キャラクターソング Vol.1 土宮神楽＆諌山黄泉                                           |
| 優しい言霊             | yozuca*・飛蘭          | このライブのために制作された楽曲であり、ライブ開催時点ではいずれのCDにも収録されていなかった。 |

## DVD
イベントそのものと同様、喰霊-零- THE LIVEのタイトルで、2010年7月23日に発売された。映像特典としてこのイベントのメイキングが、加えてこのライブのために製作された楽曲である「優しい言霊」のオーディオCDが同梱されている（ただし、CDについては初回生産分にのみ付属する）。

### 収録内容
DVD Disc1 ライブパート
イベント第2部にあたるライブパート冒頭から、アンコール、スタッフロールまでを収録。
DVD Disc2 ラジオパート・映像特典
イベント第1部にあたる「超自然災害ラジオ対策室」の公開録音、ならびに映像特典（メイキング）を収録。
CD（初回生産分特典）
ライブパート（アンコール）で歌唱された「優しい言霊（イベント開催当時では未発表曲）」を収録。
喰霊-零- THE LIVEパンフレット（縮刷版）
イベント当日の物販ブースにて販売されたパンフレットの縮刷版。
品番はKABA-5307。

## スタッフ・主催
- Guitar：鈴木マサキ
- Drums：岩田ガンタ康彦
- Bass：三宅博文
- Keyboards：佐々木真里
- Manipulator：宮本英樹、篠崎恭一
- イベント総合プロデューサー：安田猛（角川書店）
- 企画プロデューサー：伊藤敦（角川書店）
- 音楽制作：斎藤滋（ランティス）
- 舞台監督：岩本幸也（コーモス）、野村裕紀（nrs）
- ライブ制作：石黒宜彦（フューチャーシンジケートJ）、中林彩（フューチャーシンジケートJ）
- ステージプラン：岩本幸也（コーモス）
- 物販：ムービック
- 協力：エイベックス・プランニング&デベロップメント、メディアフォース、プロフィット、アスリード、S、ミュージカルアンリミテッド、インクルード・インク、ランティス、フェニックスミュージック、SOLID VOX、SHIBUYA-AX
- 後援：少年エース
- 制作協力：フューチャーシンジケートJ
- 主催：喰霊-零-製作委員会/SHIBUYA-AX
- 企画制作：喰霊-零-製作委員会

### DVDスタッフ
- プロデューサー：西川路健太（マリン・エンタテインメント）
- ディレクター：上野コオイチ
- テクニカルディレクター：志村泰史
- ラインプロデューサー：金子雅之
- プロダクションマネージャー：近藤伸哉
- 特典映像撮影：山崎聡（マーメイドフィルム）
- 制作技術協力：池田屋、TAMCO
- 制作プロダクション：マリン・エンタテインメント